# Prepiri Hora in Seta
Prepiri Hora in Seta so mitska pripoved iz Dvajsete egipčanske dinastije, odkrita na prvih šestnajstih straneh Papirusa Chesterja Beattyja. Zgodba govori o bitkah med Horom in Setom za Ozirisovo nasledstvo. 

## Beatyjev papirus I
Beattyjev papirus I je bil napisan v obdobju Dvajsete dinastije med vladanjem Ramzesa V. Zelo verjetno je spadal v zbirko spisov, namenjenih faraonovi osebnemu razvedrilu. Na papirusu je zgodba o prepirih Hora in Seta in več  poetičnih ljubezenskih pesmi. Papirus je izviral iz Teb. Ko so ga našli, je bil dolg 55 cm. Kasneje je bil raztrgan in zdrobljen.  Njegovo vsebino je leta 1931 objavil Oxford University Press. Zdaj se nahaja v Knjižnici Chesterja Beattyja v Dublinu.

## Zgodba
Najpomembnejši del papirusa I je verjetno mitološka zgodba Prepiri Hora in Seta, ki obravnava bitke med Horom in Setom za nasledstvo Ozirisovega prestola. Pomemben je del zgodbe, v katerem se spopadi med bogovomma začasno ustavijo, Hor in Set pa svoj primer predstavita Eneadi in zagovarjata vsak svoje stališče. Božanstva Eneade nazadnje povedo svoje mnenje. Po sojenju se boji nadaljujejo do odločitve, da je zakoniti kralj Egipta Hor.

## Posledice zgodbe
Zgodba o prepirih med Horom in Setom  je pomembna za egipčansko družbo zaradi njene razlage kraljevanja. Zgodba odraža ustaljen vzorec dedovanja kraljeve oblasti z očeta na sina. Pomembna je tudi za idejo o božanskem kraljestvu, ker predstavlja idejo o triadi Ozirisa kot mrtvega kralja, Hora kot živega kralja na zemlji in Izide kot kraljeve matere.

## Sklica
1. ↑  Beatty, Alfred Chester, Alan H. Gardiner. The Library of A. Chester Beatty. London: Walker, 1936.
2. ↑  "Chester Beatty Library | The Chester Beatty Library website, gallery, exhibition, collection". www.cbl.ie. Pridobljeno 18. marca 2018.

## Vira
- Donald B. Redford, "Contendings of Horus and Seth" The Oxford Encyclopedia of Ancient Egypt. Ed. Donald B. Redford. Copyright © 2001, 2005 by Oxford University Press, Inc.. The Oxford Encyclopedia of Ancient Egypt: (e-reference edition). Oxford University Press. Loyola University of Chicago. 28 October 2010
- William Simpsonam Kelly, Robert RitnerKriech. The Literature of Ancient Egypt: an Anthology of Stories, Instructions, Stelae, Autobiographies, and Poetry. New Haven, CT: Yale UP, 2003. Print.